# Wolfgang Sawallisch

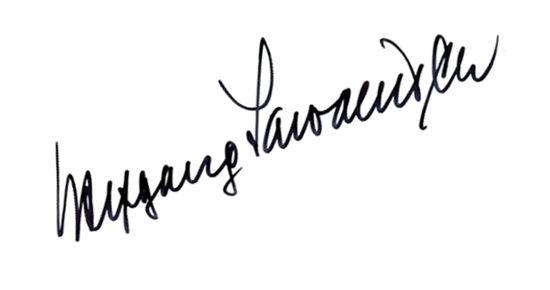
Signatur Wolfgang Sawallisch

Wolfgang Sawallisch, född 26 augusti 1923 i München, död 22 februari 2013 i Grassau, var en tysk dirigent och pianist.

## Biografi
Sawallisch började redan vid fem års ålder att spela piano och när han var tio år, hade han bestämt att han ville bli konsertpianist. Som barn var han starkt präglad av Richard Strauss och Hans Knappertsbusch.
Till en början studerade han komposition och pianospel privat. Under andra världskriget tjänstgjorde han i Wehrmacht i Frankrike och Italien och i slutfasen av kriget fängslades han i ett brittiskt fångläger. Efter kriget fortsatte han sina studier vid München Hochschule für Musik där han avlade sitt slutprovet för dirigering.
Sawallisch började sin karriär på operahuset i Augsburg 1947. Till en början hade han anställning som repetitör men blev senare chefsdirigent. År 1949 tilldelades han första pris vid Geneva International Music Competition där han ackompanjerade violinisten Gerhard Seitz. År 1952-1953 var han medhjälpare till Igor Markevitch vid den internationella Summer Academy i Mozarteum i Salzburg, Österrike.
Han var bara 30 år när han dirigerade Berlins filharmoniska orkester, där Herbert von Karajan var då chefsdirigent. När han debuterade i Bayreuth Festspielhaus och dirigerade Tristan und Isolde 1957, var han den yngste dirigent någonsin att delta där.
Sawallisch blev chefsdirigent för Wiener symfoniker 1960, en post han innehade i tio år. År 1961 började han som dirigent för Philharmonisches Staatsorchester Hamburg och fortsatte där i tio år. Från 1970 till 1980 var han chefsdirigent för Orchestre de la Suisse Romande.
Från 1971 till 1992 var han konstnärlig ledare för bayerska operan, och under åren från 1983, var han samtidigt operachef. Under trettio år, var han nära förknippad med musikevenemang i München. Här dirigerade han praktiskt taget alla stora Richard Strauss-operor, Salome är det enda undantaget. Han dirigerade också 32 kompletta Richard Wagner Ring des Nibelungen och genomförde nästan 1200 operaföreställningar enbart i denna stad.

## Framstående tolkningar
Sawallisch har hyllad som en uttolkare av musik Richard Strauss. Som pianist, ackompanjerade han ett antal framstående romanssångare, såsom Dietrich Fischer-Dieskau, Dame Elisabeth Schwarzkopf och Dame Margaret Price. Han har också hyllad för sina tolkningar av Anton Bruckners symfonier.
Sawallisch gjorde också, som pianoackompanjatör, inspelningar av Franz Schuberts Winterreise och Robert Schumanns Liederkreis och andra sånger tillsammans med Thomas Hampson. En av hans mest berömda konserter, med framträdanden som pianist, var den 11 februari 1994 i Philadelphia, när han gick in som ersättare för Philadelphia Orchestra på en Wagnerkonsert då en kraftig snöstorm förhindrade en stor del av orkestern från att ta sig fram till Academy of Music.